# Перше Травня (Червенський район)
Перше Травня (біл. вёска 1-е Мая) — село в складі Червенського району Мінської області, Білорусь. Село підпорядковане Валевачівській сільській раді, розташоване в центральній частині області.